# Lucio Cornelio Silla
Lucio Cornelio Silla (HWV 10) ist eine Oper (Dramma per musica) in drei Akten von Georg Friedrich Händel. Sie ist mit zwei Stunden Spieldauer seine kürzeste Oper.

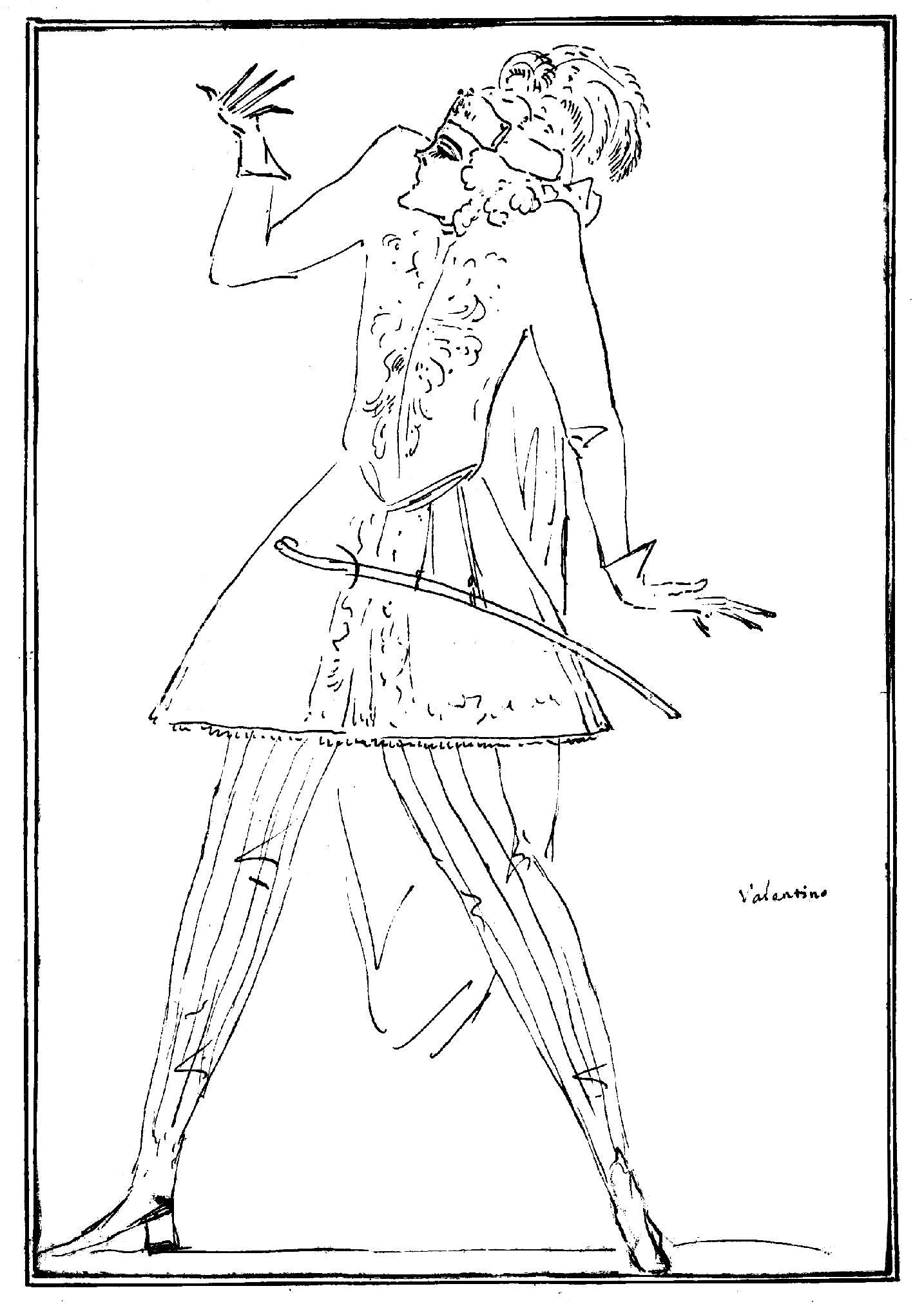
Karikatur von Valentino Urbani, der vermutlich die Titelpartie sang.

## Entstehung und Libretto
Es gibt erhebliche Rätsel um die Entstehung und Aufführung von Händels Silla – wenn sie überhaupt jemals stattfand. Obwohl es fast vollständige Partituren von dem Stück gibt, fehlt der dokumentierte Beweis, dass die Arbeit mit einer Aufführung zum Abschluss kam. Erst Ende der 1960er Jahre konnte von John Merrill Knapp ein Exemplar des Original-Librettos in Kalifornien nachgewiesen werden. Die Komposition wurde vormals des Öfteren irrtümlich Giovanni Bononcini zugeschrieben.
Dem Textbuch voran befindet sich eine (freilich übertriebene) Widmungsvorrede des Librettisten Giacomo Rossi (der zuvor mit Händel schon an Rinaldo und  Il Pastor fido zusammengearbeitet hatte) – nicht etwa an den Earl of Burlington, sondern an Louis-Marie, Duc D’Aumont de Rochebaron, den französischen Botschafter in England. D’Aumont war von Ludwig XIV. ernannt worden, nachdem nach Abschluss des Spanischen Erbfolgekrieges, speziell dem Utrechter Frieden, zwischen England und Frankreich wieder diplomatische Beziehungen aufgenommen worden waren. Die Widmung ist auf den 2. Juni 1713 datiert, dies könnte demnach am ehesten das Datum der Aufführung sein. Dieses Textbuch enthält weder eine englische Übersetzung des italienischen Textes noch eine Besetzungsliste und ist damit einzigartig. Auch das Format ist größer als sonst üblich. Man nimmt an, dass die Aufführung im Burlington House in Piccadilly, der Residenz von Händels Gönner zu dieser Zeit, stattfand. Aber es ist unwahrscheinlich, dass die erforderlichen Bühneneffekte in einer Privatwohnung zu erreichen waren. Oder es gab nur eine halbszenische oder gar konzertante Aufführung? Besser geeignet wäre sicher das Queen’s Theatre gewesen, wo Händel und Rossi die Möglichkeiten dieses noch sehr neuen Theaters im Rinaldo bereits voll ausgenutzt hatten. Der Händel-Forscher Anthony Hicks vermutete auch, es könnte eine Privatvorstellung im Queen’s Theatre gewesen sein.

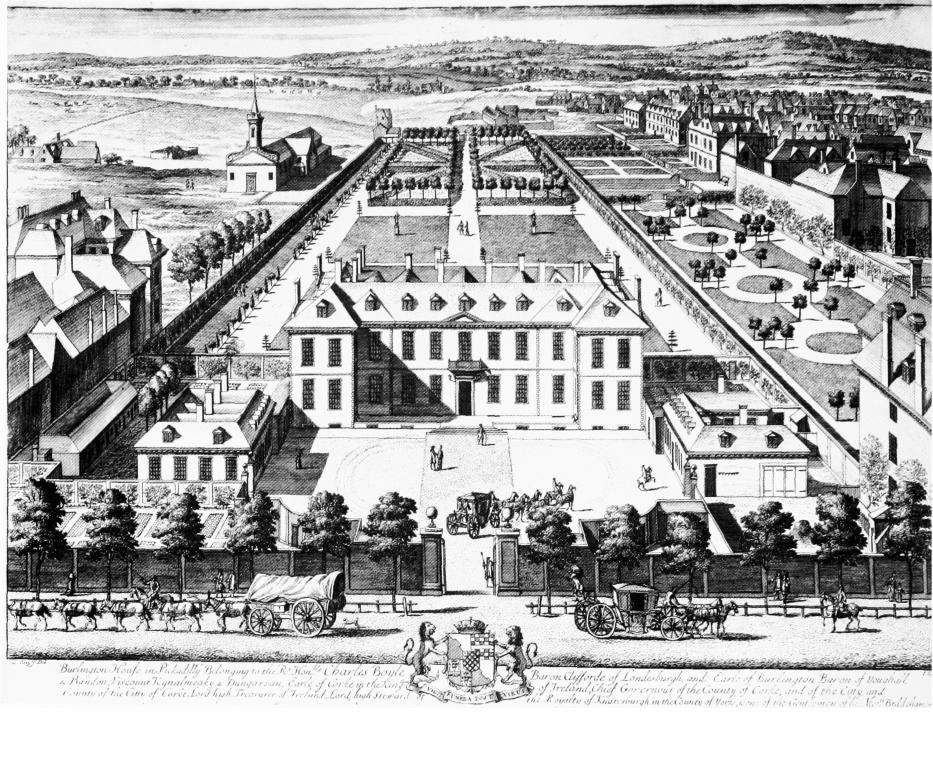
Burlington House: Hier fand vielleicht die Aufführung des Silla in privatem Rahmen statt

Eine italienische Vorlage, nach der Rossi sein Textbuch gestaltete, konnte bislang nicht nachgewiesen werden. Die vorhandenen Libretti, welche sich mit Sulla beschäftigen, haben mit Rossis Text nichts gemein.
Möglicherweise war dies die Besetzung der Uraufführung:
- Lucio Cornelio Silla – Valentino Urbani, genannt „Valentini“ (Alt-Kastrat)
- Metella – Elisabetta Pilotti-Schiavonetti[3] (Sopran)
- Lepido – Valeriano Pellegrini, genannt „Valeriano“ (Sopran-Kastrat)
- Flavia – Margherita de l’Épine, genannt „La Margherita“ (Sopran)
- Claudio – Jane Barbier (Alt)
- Celia – Maria Manina-Fletcher-Seedo (Sopran)
- Mars – Richard Leveridge (Bass)

Die zweite Vorstellung der Oper fand erst am 12. Oktober 1990 (277 Jahre nach ihrer Uraufführung) im Salle Dupré des Hôtel des Monnaies in Paris unter Leitung von Gabrielle Marcq statt. Die erste Aufführung des Stückes in historischer Aufführungspraxis sah man in Händels Geburtsstadt Halle/Saale anlässlich seines 308. Geburtstages am 23. Februar 1993 mit dem Kölner Ensemble La Stravaganza unter der Leitung von Dieter Gutknecht.

## Handlung

### Historischer und literarischer Hintergrund

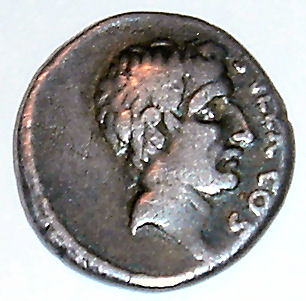
Porträt Sullas auf einem Denar des Quintus Pompeius Rufus, 55 v. Chr.

Giacomo Rossi gibt im „Argomento“ („Vorbemerkung“) zu seinem gedruckten Textbuch Plutarchs Bíoi parálleloi (Parallele Lebensbeschreibungen) als Quelle an. Darin beschreibt er, welche historischen Ereignisse von ihm in seine Opernhandlung einbezogen wurden: die Machtergreifung des Lucius Cornelius Sulla Felix (138 v. Chr.–78 v. Chr.) im Jahre 82 v. Chr., nachdem dieser seinen Widersacher Konsul Gaius Marius besiegt und in den Suizid getrieben hatte, und wie Sulla im nun führerlos gewordenen römischen Staat eine Diktatur errichtete und in den drei Jahren seiner Willkürherrschaft seine Feinde – angeblich auf göttlichen Befehl – gnadenlos töten ließ. Weiter erwähnt Rossi die Tatsache, dass Sulla das Leben eines Wüstlings führte, seine Ehefrauen betrog und misshandelte und schließlich im Jahre 79 v. Chr., überraschend und so unberechenbar, wie sein Verhalten während der Jahre seiner Herrschaft war, ohne Gründe zu nennen, abdankte und sich zurückzog.
Die weiteren Personen der Handlung nehmen in der Historie folgende Stellungen ein: Caecilia Metella Dalmatica war für sieben Jahre die vierte Ehefrau Sullas; sie starb an einer tödlichen Krankheit zwei Jahre vor seiner Abdankung. Hinter Claudio verbirgt sich Sullas Anhänger Appius Claudius Pulcher, der zunächst vier Jahre lang in der Verbannung leben musste, dann nach Sullas Rücktritt 79 v. Chr. aber Konsul wurde. Lepido ist Marcus Aemilius Lepidus, der spätestens seit 81 v. Chr. Prätor und im Jahr 80 v. Chr. als Proprätor Statthalter von Sizilien war. 78 v. Chr. wurde Lepidus Konsul. Er versuchte, die Maßnahmen des zurückgetretenen und in diesem Jahr gestorbenen Diktators Sulla wieder rückgängig zu machen, traf dabei aber auf den Widerstand seines Kollegen Quintus Lutatius Catulus, des Vaters der für das Libretto erfundenen Celia.

### Erster Akt
Nach seinem Sieg über Mario und seinen Eroberungen bei den östlichen Königreichen marschieren Silla und sein Heer, von Militärinstrumenten begleitet, wie bei einer Parade durch den Triumphbogen in Rom ein. Metella und Lepido begrüßen Silla. Dieser präsentiert die bisherigen Führer der eroberten Gebiete als neue Sklaven Roms und schließlich den Kopf des Mario. Als Gegenleistung für seine Siege verlangt er von Rom, ihn zum absoluten Herrscher über das Römische Reich zu machen. Metella und Lepido sind entsetzt, denn sie sehen, zu Recht, die Freiheit der Römischen Republik bedroht. Metella würde lieber sterben, als Roms Freiheiten von ihrem Mann zerstört zu sehen.
Flavia, Lepidos Frau, erzählt ihrem Mann von einem furchtbaren Traum, in dem sie Rom durch ein Ungeheuer in Schutt und Asche gelegt sah. Lepido versucht sie zu beruhigen. Da sehen Flavia und Celia, wie ein Blitz einen Teil des Triumphbogens zerstört, und dies befeuert Flavias Ängste. Sie bittet Jupiter, ihr einen Hoffnungsstrahl zu schicken.
Claudio erscheint mit einem Porträt, welches er bewundernd ansieht. Celia vermutet, dass es ein Frauenbildnis ist, und entreißt es ihm. Als sie aber sieht, dass es ein Bild des toten Mario ist, den Claudio gegen Silla unterstützt hatte und immer noch verehrt, erklärt sie ihn für unwürdig, da sie selbst Tochter eines der Offiziere des Silla und ihm somit auch verbunden ist. Claudio sagt, er liebe sie, aber Celia kann ihm ihre Liebe nicht zeigen, da er Sillas Feind ist. Claudio verspricht ihr die Treue. Allein gelassen, gesteht sich Celia ein, dass sie Claudio liebt, aber die Ehre verlangt ihr Schweigen in dieser Sache.
In einem Garten trifft Claudio Silla und beschuldigt ihn der Unterdrückung von Roms Freiheit. Celia, die sich versteckt hatte, greift ein, indem sie Silla ablenkend nach ihrem Vater fragt. Silla gibt ihr einen Brief von ihrem Vater, den sie nun liest. Claudio droht Silla abzusetzen, und dieser stürmt davon, Celia folgt ihm. Claudio beschließt, sich Sillas Arroganz zu widersetzen.
Im Amphitheater bei den Gladiatorenkämpfen erscheint Silla mit Flavia und Celia, die er beide an die Hand genommen hat. Metella, Lepido und Claudio beobachten sie aus genügender Entfernung. Silla ist stolz, ein Phoenix mit doppelter Flamme zu sein, nämlich ein Liebhaber schöner Frauen und gleichzeitig ein diktatorischer Kriegsheld. Arrogant geht er an den übrigen vorbei, ihre Vorwürfe und schmähenden Zurufe überhörend.

### Zweiter Akt
Silla und Flavia treffen sich am Tempel der Berecinta. Er versucht, sich ihr zu nähern. Sie gibt zu erkennen, dass sie zwar seinen Ruhm akzeptiere, aber ihrem Mann Lepido treu bleibe. Silla, allein geblieben, ist betrübt über diese Abfuhr und schläft ein. Im Traum erscheinen ihm Drachen und Furien mit brennenden Fackeln, und er erwacht. Er glaubt auch jetzt noch, die Furien zu sehen, und ruft seine Wache, die sofort mit gezückten Schwertern erscheint. Er fordert sie wie ein Irrer auf, die Feinde und Geister zu töten. Lepido eilt herbei und versucht, den Diktator zu beruhigen. Silla glaubt, dieser Traum beweise, dass die Götter ihn schon jetzt auf Erden an ihrer Macht beteiligen wollten. Lepido nennt daraufhin Silla einen Dummkopf im Mantel eines Usurpators. Daraufhin droht Silla Lepido mit dem Tod, was Lepido jedoch keine Angst macht. Silla verlangt mindestens, dass Lepido sich von seiner Frau trennen solle, damit er, Silla, sie heiraten kann. Lepido lehnt empört ab.
Das Paar Lepido/Flavia befindet sich in seinen Gemächern. Versonnen spricht Lepido von Rache an Silla, weil er die Scheidung verlange. Flavia möchte lieber sterben, als Sillas Frau zu sein.
Claudio trifft Celia, die bekümmert ist, weil Silla ihr gegenüber zudringlich wurde. Sie hat Angst vor diesem geilen Wüstling. Claudio bietet liebend an, sie zu beschützen, woraufhin sie ihm bekennt, dass auch sie ihn liebe. Claudio ist darüber glücklich, trotz der Gefahr durch Silla. Nachdem er gegangen ist, kehrt Silla zurück und versucht an Celia obszöne Handlungen zu vollziehen, aber seine Frau Metella erscheint und reißt ihn von ihr weg. Silla geht wütend ab, und Metella entschuldigt das Tun ihres Gatten an Celia mit der Macht der Liebe und der Schönheit Celias.
Silla findet zufällig Flavia im Garten vor Lepidos Palast. Dort sieht Silla eine neu errichtete Statue von sich: ein Zeichen der bisherigen Unterstützung Lepidos für ihn. Jetzt nähert sich Silla der Flavia und will nun auch sie davon überzeugen, ihn zu heiraten, aber sie weist ihn zurück. Als er sie zu umarmen versucht, versinkt die Statue im Boden, und anstelle dessen erscheint eine Zypresse (ein Symbol des Todes) an deren Platz. Flavia interpretiert dies als eine Warnung des Himmels, der mit seiner Vernichtung drohe, aber er glaubt, sein Abbild sei jetzt mit Lorbeer gekrönt in die Elysischen Gefilde eingegangen. Er versucht sie erneut zu umarmen, und sie schreit um Hilfe. Als Lepido mit offenem Schwert dazwischengeht, klagt Silla ihn und Flavia der Rebellion gegen ihn an und befiehlt seinen Soldaten, Lepido und Flavia zu verhaften und sie in getrennte Gefängnisse zu bringen. Das Paar nimmt zärtlich voneinander Abschied.
Claudio und Celia erfreuen sich, im Garten lustwandelnd, an ihrer Liebe, als Silla mit seinen Soldaten erscheint. Silla gibt den Auftrag, Claudio zu entwaffnen und ihn zu verhaften, und droht ihm mit dem Tod. Celia wird unter Hausarrest in Sillas Palast gestellt. Er ruft seinen Günstling Scabro herbei, der zwei Meuchelmorde organisieren soll: Lepido soll mit Pfeilen erschossen werden, während Claudio seinen Tod im Löwen-Zwinger finden soll. Silla erfreut sich an seinen Rachegedanken. Scabro bleibt zurück, und Metella kommt dazu. Sie beschimpft ihren Mann als Verräter, der unschuldiges Blut vergießen will. Da Scabro auch ihr Vertrauter ist, bittet sie ihn um seine Hilfe, die Unschuldigen zu retten.
Claudio steht am Fenster eines Turmes mit Blick auf das Löwen-Gehege, in das er bald hinabgestürzt werden soll, und reflektiert über sein Schicksal. Abseits dessen bringt Scabro Silla ein durchlöchertes und blutiges Gewand, mit der Implikation, dass dies Lepidos letzter Mantel war. Silla ist sehr zufrieden und weist Scabro an, ihm sofort mitzuteilen, wenn Claudio von den Löwen gefressen wurde. Metella hält den abgehenden Scabro auf und fordert von ihm, zu dessen Schutz schnell zu seinem Herrn zu eilen. Silla aber geht zu seiner Frau und fragt nach dem Sinn dieser Verrücktheit. Sie berichtet daraufhin, dass sich eine aufgebrachte Menge von Anhängern des toten Mario gegen ihn erhoben habe. Silla vermutet, dass Claudio der Rädelsführer des Aufstandes ist, und eilt mit dem Schwert fort, um diesen selbst zu erschlagen. Metella verlangt nun von Scabro, die beiden Gefangenen Lepido und Claudio wieder freizusetzen und sie zu ihr bringen. Sie fleht die Götter um Hilfe an. Scabro kehrt mit den beiden Männern zurück, und Metella führt beide in größter Eile fort.

### Dritter Akt
Lepido ist sicher in Metellas Gemächern. Er dankt ihr für die Rettung und will Silla in Rom töten, um die Freiheiten wiederherzustellen. Metella erwidert aber, dass sie dies nicht zulassen könne, da sie ihrem Gatten gegenüber loyal bleiben müsse. Scabro bringt Metella einen Brief von Silla: Er schreibt, dass er Rom verlassen will. Daraufhin weist sie Sacbro an, Lepido in Flavias Gefängniszelle zu bringen, so lange, bis Silla Rom verlassen habe. So groß die Freude Lepidos ist, so traurig ist Metella, dass Silla sie ohne Abschied verlassen hat.
Silla, allein, reflektiert über die Lasten, die das Führen eines Imperiums mit sich bringen: Will er doch Liebe mit den Frauen genießen – stattdessen muss er jetzt auf eine geheime Reise nach Sizilien gehen. Er beschließt aber, zuvor noch einen Anschlag auf Celias Tugend zu machen, und schleicht zu ihrem Zimmer, aber sie weist ihn wieder ab. Sie zornig verlassend, behauptet er kaltschnäuzig, dass Claudio tot sei. Celia ist verzweifelt und denkt an Selbstmord. Sie hört die Stimme ihres Mannes und meint, es sei wohl sein Geist, ehe sie realisiert, dass er tatsächlich da ist: Er kommt aus seinem Versteck, und Celia ist überglücklich. Claudio versichert ihr seine Liebe.
In ihrem Gefängnis erwartet Flavia ihren Tod. Silla erscheint mit dem angeblich Lepido gehörenden blutbefleckten Gewand und sagt ihr, dass sie ihn bald in der Unterwelt wiedersehen könne, wenn sie nicht gefügig werde. Als sie trotzig bleibt, wirft er ihr das Gewand vor die Füße, geht und überlässt Flavia wieder ihren Todesgedanken. Scabro bringt Lepido herein. Dieser überzeugt Flavia davon, dass er kein Gespenst sei, und das Paar ist glücklich vereint.
Silla hat die Küste in der Nähe von Rom in einer mondhellen Nacht erreicht und bereitet sich vor, in See zu stechen. Metella ist bei ihm. Er tut verzweifelt, sie zu verlassen, und bittet um Vergebung für sein Verhalten in der Vergangenheit. Sie hofft darauf, dass sich ihre Liebe erneuern wird. Er besteigt das Schiff und segelt ab. In der Ferne sieht Metella entsetzt, wie das Schiff von einem plötzlichen Sturm, Blitz und Donner zerstört wird, doch Silla kann schwimmend einen Felsen erreichen. Mutig besteigt sie ein kleines Boot, um ihn von dort zu retten, und bringt ihn in Sicherheit.
Auf einem großen Platz vor dem Kapitol organisieren Lepido und Claudio den Aufstand gegen die Tyrannei Sillas. Der Gott Mars erscheint in einer Wolke. Als alle Anwesenden auf die Knie fallen, um ihn anzubeten, kommt Metella mit einem reuigen Silla. Er bittet Mars und das Vaterland um Verzeihung für seine Verbrechen, legt alle seine Würden und Ehren ab und erklärt, er werde in Zukunft mit Metella auf dem Lande zurückgezogen leben. Als seine letzte Amtshandlung gibt er sein Einverständnis in die Ehe zwischen Claudio und Celia. Alles Lob gebührt jenen, die dem Himmel ihr Vertrauen entgegengebracht haben.

## Musik
Die Musik zu Silla ist als Autograph erhalten, einige Teile fehlen jedoch, die aber durch andere Abschriften, u. a. aus der Barrett-Lennard-Collection, ergänzt werden können.
Trotz der Spekulationen in der Entstehungsgeschichte des Silla und der ziemlich verwirrenden Handlung ist Händels Musik voller Erfindungsreichtum. Mit einer ausgedehnten Ouvertüre im französischen Stil beginnt der erste Akt, gefolgt von sieben Arien. Der zweite Akt enthält neben acht Arien auch zwei Duette und ein Arioso. Der kurze dritte Akt umfasst dann noch fünf Arien, und die Oper endet mit einem bemerkenswerterweise nur zweistimmigen Schlusschor (Sopran und Alt).
Wieder zeichnet Händel eine charaktervolle Frau: Metella, die Frau des Diktators, ist die dramatisch-tragische Figur dieser Oper. Im dritten Akt zeigt sie sehr expressiv in einer großen Arie ihren unsagbaren Schmerz über die boshaften Taten ihres dennoch geliebten Gatten.
Wie schon in früheren Werken (u. a. in Rodrigo und Agrippina) ließ sich Händel auch in Silla von Reinhard Keisers Die römische Unruhe oder: Die edelmüthige Octavia (Hamburg 1705) thematisch anregen.
Größere Abschnitte des Silla verwendete Händel in seiner nächsten Oper Amadigi di Gaula, die zwei Jahre später am King’s Theatre Premiere hatte.

## Struktur der Oper

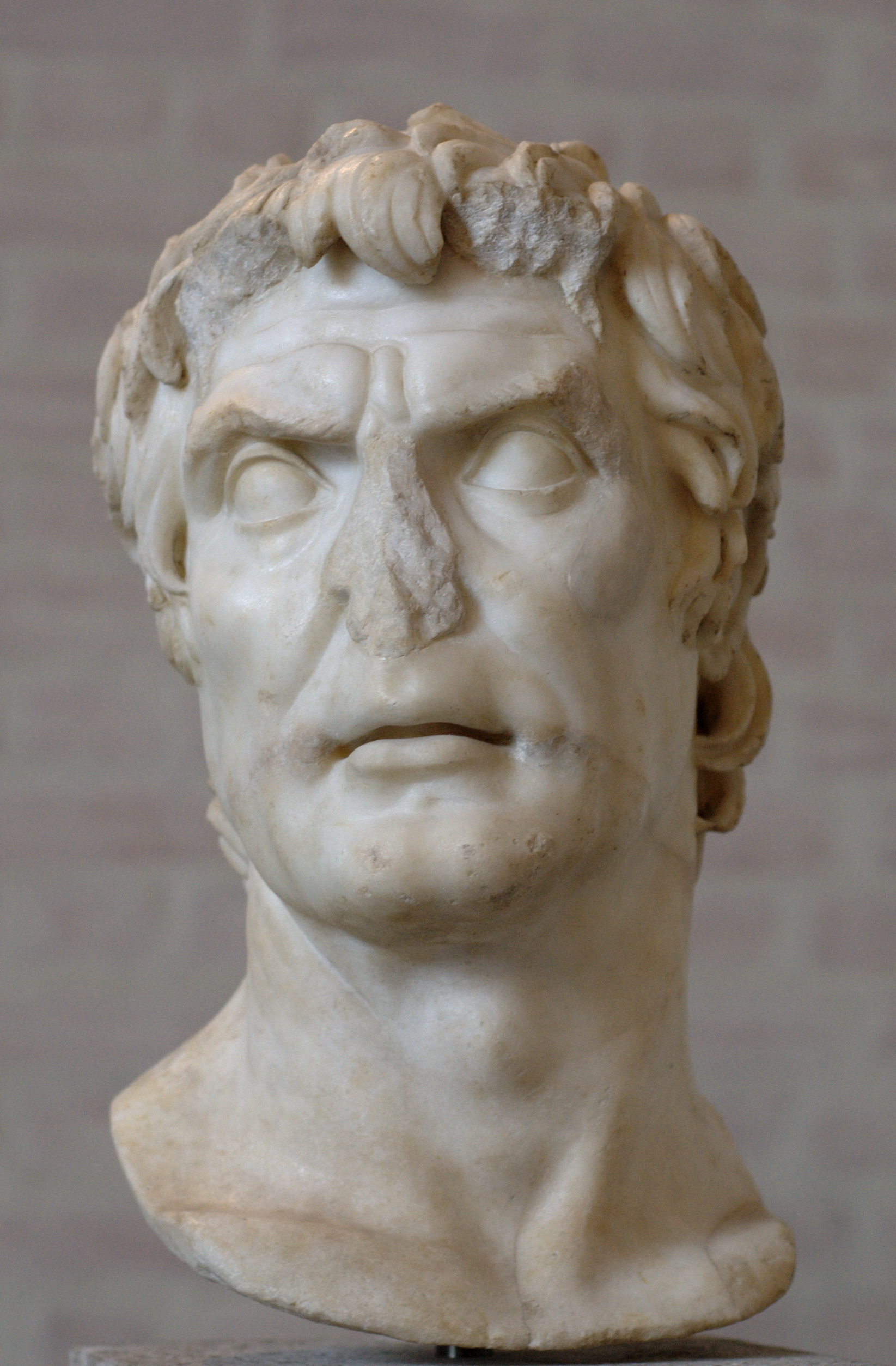
Bildnis eines Unbekannten, mit Lucius Cornelius Sulla Felix identifiziert

Ouverture – Andante – Menuetto (2 Ob, Str, BC)

### Erster Akt
| Scena I   | Recitativo. Metella, Lepido, Silla Silla, s’hoggi risplende      |
|           | 1. Aria. Silla (2 Ob, 2 Vl, BC) Alza il volo la mia fama         |
| Scena II  | Recitativo. Metella, Lepido Si ecclissa la mia gioja             |
|           | 2. Aria. Metella (2 Ob, Str, BC) Fuggon l’aure in me di vita     |
| Scena III | Recitativo. Flavia, Lepido Cieli! Numi! che vidi?                |
|           | 3. Aria. Lepido (2 Ob, Str, BC) Se ben tuona il ciel irato       |
| Scena IV  | Recitativo. Celia, Flavia Sin con lingua di foco                 |
|           | 4. Aria. Flavia (2 Ob, Str, BC) Un sol raggio di speranza        |
| Scena V   | Recitativo. Celia, Claudio Sino su li occhi miei                 |
|           | 5. Aria. Claudio (Str, BC) Senti, bel idol mio!                  |
|           | Recitativo. Celia Sì, t’amo, oh caro!                            |
| Scena VI  | 6. Aria. Celia (Ob, 2 Vl, BC) Se la speranza nudrisce il mio cor |
|           | Recitativo. Claudio, Silla, Celia Silla, dov’è la gloria         |
| Scena VII | 7. Aria. Claudio (Trp, 2 Ob, Str, BC) Con tromba guerriera       |

### Zweiter Akt
| Scena I    | Recitativo. Silla, Flavia Flavia! / Signor, la tua grandezza         |
|            | 8. Aria. Flavia (Str, BC) Qual scoglio in mezzo all’onde             |
| Scena II   | Recitativo. Silla T’arresta, altera!                                 |
|            | 9. Aria. Silla (2 BlFl, 2 Vl, BC) Dolce nume de’ mortali             |
| Scena III  | 10. Aria. Il Dio (2 Ob, Str, BC) Guerra, stragi e furor              |
| Scena IV   | Recitativo. Silla Guerra, stragi e furor                             |
| Scena V    | Recitativo. Lepido, Silla Silla! Ove ti guida                        |
|            | 11. Aria. Silla (Str, Vc, Fg, Cemb, BC) È tempo, oh lucibelle        |
| Scena VI   | Recitativo. Flavia, Lepido Mio diletto, che pensi?                   |
|            | 12. Duetto. Lepido, Flavia (2 Ob, Str, BC) Sol per te, bell’idol mio |
| Scena VII  | Recitativo. Claudio, Celia Bella, lascia i sospiri?                  |
|            | 13. Aria. Claudio (2 BlFl, Str, BC) Mi brilla nel seno               |
| Scena VIII | Recitativo. Silla, Metella Mio bel nume, t’arresta!                  |
|            | 14. Aria. Metella (2 Ob, 2 Vl, BC) Hai due vaghe pupillette          |
| Scena IX   | Recitativo. Flavia, Silla, Lepido Che miro? oh Dei!                  |
| Scena X    | Recitativo. Lepido, Silla, Flavia Tanto ardisci?                     |
|            | 15. Duettino. Lepido, Flavia (Str, BC) Ti lascio, idolo mio          |
| Scena XI   | Recitativo. Claudio, Celia, Silla Anima mia!                         |
| Scena XII  | Recitativo. Silla Scabro! Lepido sia                                 |
|            | 16. Aria. Silla (2 Vl, BC) La vendetta è un cibo al cor              |
| Scena XIII | Recitativo. Metella Oh! Perfido consorte                             |
| Scena XIV  | 17. Aria. Claudio (2 Vl, BC) Se’l mio mal da voi dipende             |
| Scena XV   | Recitativo. Silla Sì, questi son trofei                              |
| Scena XVI  | Recitativo. Metella, Silla Deh! Corri al tuo signore!                |
| Scena XVII | Recitativo. Metella T’affretta, oh Scabro                            |
|            | 18. Aria. Metella (2 Ob, Str, BC) Secondate, oh giusti dei           |

### Dritter Akt
| Scena I    | Recitativo. Lepido, Metella Quanto devo, oh Metella                      |
| Scena II   | Recitativo. Metella, Lepido Dunque partir deve                           |
|            | 19. Aria. Metella (2 Ob, Str, BC) Io non ti chiedo più                   |
| Scena III  | Recitativo. Lepido Alla tua fedeltade                                    |
|            | 20. Aria. Lepido (Str, BC) Già respira in petto il core                  |
| Scena IV   | Recitativo. Silla L’imperio quanto è più vasto                           |
| Scena V    | Recitativo. Silla, Celia Placasti, oh bella diva                         |
|            | 21. Aria. Celia (2 Ob, 2 Vl, BC) Sei già morto, idolo mio                |
| Scena VI   | Recitativo. Celia, Claudio Rimembranze funeste                           |
|            | 22. Aria. Claudio (2 BlFl, Str, BC) Luci belle, serene stelle            |
| Scena VII  | 23. Aria. Flavia (2 Ob, Str, BC) Stelle rubelle, a torto morirò          |
| Scena VIII | Recitativo. Silla, Flavia Al fin, del mio rigore                         |
| Scena IX   | Recitativo. Flavia, Lepido Spirto adorato, oh Dio!                       |
| Scena X    | Recitativo. Silla, Metella Metella, oh Dio!                              |
| Scena XI   | Recitativo. Metella Propizio arrida il cielo                             |
| Scena XII  | Recitativo. Lepido, Claudio Pera la feritade                             |
|            | Recitativo. Silla, Lepido, Flavia, Celia, Claudio De’ miei falli pentito |
|            | 24. Coro. (2 Ob, Str, BC) Chi si trova tra procella                      |

## Orchester
Zwei Blockflöten, zwei Oboen, Fagott, Trompete, Streicher, Basso continuo (Violoncello, Laute, Cembalo).

## Diskografie
- SOMM Recordings 227-8 (2000): James Bowman (Silla), Rachel Nicholls (Metella), Joanne Lunn (Lepido), Natasha Marsh (Flavia), Simon Baker (Claudio), Elizabeth Cragg (Celia), Christopher Dixon (Il Dio)

London Handel Orchestra; Dir. Denys Darlow (115 min)
- Glossa Music GCD 923408 (2017): Sonia Prina (Silla), Sunhae Im (Metella), Vivica Genaux (Lepido), Roberta Invernizzi (Flavia), Martina Belli (Claudio), Francesca Lombardi Mazzulli (Celia), Luca Tittoto (Il Dio)

Europa Galante; Dir. Fabio Biondi (113 min)